# Efringen-Kirchen
Efringen-Kirchen è un comune tedesco di 8 248 abitanti, situato nel land del Baden-Württemberg.